# Associazione Sportiva Roma 2025-2026 (femminile)
Questa voce raccoglie le informazioni riguardanti la squadra femminile dell'Associazione Sportiva Roma nelle competizioni ufficiali della stagione 2025-2026.

## Stagione
Quella del 2025-26 è l'ottava stagione in Serie A femminile della Roma, la quarta a carattere professionistico nella storia della massima serie. Alla guida tecnica  della squadra è stato nominato Luca Rossettini, che ha preso il posto di Alessandro Spugna, che ha lasciato il club giallorosso dopo quattro stagioni e due scudetti vinti. Inoltre, hanno lasciato la squadra anche Elena Linari, Valentina Giacinti e Benedetta Glionna, protagoniste nelle ultime tre stagioni della Roma. Questa stagione è anche la quarta consecutiva nella quale la Roma partecipa all'UEFA Women's Champions League, partendo dal secondo turno preliminare del percorso campioni, grazie al piazzamento nella Serie A 2024-25.

## Divise e sponsor
La grafica delle divise è la stessa della squadra maschile della Roma. La divisa principale è stata presentata l'8 luglio 2025, mentre la terza divisa il 23 luglio successivo. Lo sponsor tecnico, fornitore delle tenute da gioco, è Adidas. TIM è lo sponsor principale
| Casa | Terza divisa |

## Organigramma societario
Di seguito l'organigramma societario.
Area direttiva
- Presidente: Dan Friedkin
- Vicepresidente esecutivo: Ryan Friedkin
- Chief Financial Officer: Jason Morrow
- Chief Football Operating Officer: Maurizio Lombardo
- Consiglieri: Marc Watts, Eric Williamson
- Responsabile della squadra femminile: Elisabetta Bavagnoli

Area tecnica
- Allenatore: Luca Rossettini

## Rosa
| N. |                      | Ruolo | Calciatrice                  |
| -- | -------------------- | ----- | ---------------------------- |
| 1  | Rep. Ceca (bandiera) | P     | Olivie Lukášová              |
| 2  | Danimarca (bandiera) | D     | Katrine Veje                 |
| 3  | Italia (bandiera)    | D     | Lucia Di Guglielmo           |
| 4  | Australia (bandiera) | D     | Winonah Heatley              |
| 6  | Spagna (bandiera)    | D     | Oihane Valdezate             |
| 7  | Canada (bandiera)    | A     | Evelyne Viens                |
| 8  | Danimarca (bandiera) | C     | Kathrine Møller Kühl         |
| 10 | Italia (bandiera)    | C     | Manuela Giugliano (capitano) |
| 11 | Norvegia (bandiera)  | A     | Emilie Haavi                 |
| 16 | Italia (bandiera)    | A     | Alice Corelli                |
| 17 | Svizzera (bandiera)  | A     | Alayah Pilgrim               |
| 19 | Nigeria (bandiera)   | D     | Shukurat Oladipo             |
| 20 | Italia (bandiera)    | C     | Giada Greggi                 |

| N. |                            | Ruolo | Calciatrice           |
| -- | -------------------------- | ----- | --------------------- |
| 21 | Canada (bandiera)          | C     | Mia Pante             |
| 22 | Italia (bandiera)          | C     | Marta Pandini         |
| 23 | Italia (bandiera)          | C     | Valentina Bergamaschi |
| 24 | Italia (bandiera)          | P     | Rachele Baldi         |
| 25 | Danimarca (bandiera)       | D     | Frederikke Thøgersen  |
| 29 | Germania (bandiera)        | C     | Annalena Rieke        |
| 30 | Nigeria (bandiera)         | A     | Rinsola Babajide      |
| 36 | Italia (bandiera)          | P     | Valentina Soggiu      |
| 44 | Rep. Dominicana (bandiera) | D     | Samantha van Diemen   |
| 47 | Italia (bandiera)          | A     | Giulia Galli          |
| 48 | Corea del Sud (bandiera)   | C     | Kim Shin-ji           |
| 88 | Slovenia (bandiera)        | C     | Maja Madon            |

## Calciomercato

### Sessione estiva
| Acquisti | Acquisti              | Acquisti            | Acquisti      |
| R.       | Nome                  | da                  | Modalità      |
| -------- | --------------------- | ------------------- | ------------- |
| P        | Rachele Baldi         | Fiorentina          | definitivo    |
| P        | Valentina Soggiu      | Como                | fine prestito |
| D        | Heden Corrado         | Ternana             | fine prestito |
| D        | Winonah Heatley       | Nordsjælland        | definitivo    |
| D        | Samantha van Diemen   | Glasgow City        | definitivo    |
| D        | Katrine Veje          | Crystal Palace      | definitivo    |
| C        | Valentina Bergamaschi | Juventus            | definitivo    |
| C        | Norma Cinotti         | Sampdoria           | fine prestito |
| C        | Valentina Gallazzi    | Sassuolo            | fine prestito |
| C        | Zara Kramžar          | Como                | fine prestito |
| C        | Giada Pellegrino Cimò | Sampdoria           | fine prestito |
| C        | Cecilia Prugna        | Sassuolo            | fine prestito |
| C        | Annalena Rieke        | SGS Essen           | definitivo    |
| A        | Rinsola Babajide      | Granadilla Tenerife | definitivo    |

| Cessioni | Cessioni           | Cessioni              | Cessioni       |
| R.       | Nome               | a                     | Modalità       |
| -------- | ------------------ | --------------------- | -------------- |
| P        | Camelia Ceasar     | Parma                 | definitivo     |
| P        | Isabella Kresche   | Tampa Bay Sun         | fine contratto |
| P        | Liliana Merolla    | Donna Roma            | fine contratto |
| D        | Eseosa Aigbogun    | Strasburgo            | fine contratto |
| D        | Hawa Cissoko       | Parma                 | definitivo     |
| D        | Heden Corrado      | Ternana               | fine contratto |
| D        | Elena Linari       | London City Lionesses | fine contratto |
| D        | Moeka Minami       | Brighton & Hove       | fine contratto |
| D        | Sanne Troelsgaard  | Strasburgo            | fine contratto |
| C        | Giulia Dragoni     | Barcellona            | fine prestito  |
| C        | Anastasia Ferrara  | Genoa                 | definitivo     |
| C        | Valentina Gallazzi | Sassuolo              | definitivo     |
| C        | Cecilia Prugna     | Parma                 | fine prestito  |
| A        | Valentina Giacinti | Galatasaray           | fine contratto |
| A        | Benedetta Glionna  | Inter                 | fine contratto |

### Sessione invernale
| Acquisti | Acquisti | Acquisti | Acquisti |
| R.       | Nome     | da       | Modalità |
| -------- | -------- | -------- | -------- |

| Cessioni | Cessioni | Cessioni | Cessioni |
| R.       | Nome     | a        | Modalità |
| -------- | -------- | -------- | -------- |

## Risultati

### Serie A

#### Girone di andata
| Roma 5 ottobre 2025 1ª giornata | Roma | – | Parma | Stadio Tre Fontane |

| Milano 12 ottobre 2025 2ª giornata | Milan | – | Roma | Centro sportivo Vismara |

| Cercola 19 ottobre 2025 3ª giornata | Napoli | – | Roma | Stadio comunale Giuseppe Piccolo |

| Roma 2 novembre 2025 4ª giornata | Roma | – | Inter | Stadio Tre Fontane |

| Bagno a Ripoli 9 novembre 2025 5ª giornata | Fiorentina | – | Roma | Stadio Curva Fiesole |

| Roma 16 novembre 2025 6ª giornata | Roma | – | Lazio | Stadio Tre Fontane |

| Seregno 23 novembre 2025 7ª giornata | Como | – | Roma | Stadio Ferruccio |

| Roma 7 dicembre 2025 8ª giornata | Roma | – | Juventus | Stadio Tre Fontane |

| 14 dicembre 2025 9ª giornata | Ternana | – | Roma |  |

| Roma 18 gennaio 2026 10ª giornata | Roma | – | Sassuolo | Stadio Tre Fontane |

| Genova 25 gennaio 2026 11ª giornata | Genoa | – | Roma | Stadio La Sciorba |

#### Girone di ritorno
| 1º febbraio 2026 12ª giornata | Parma | – | Roma |  |

| Roma 8 febbraio 2026 13ª giornata | Roma | – | Milan | Stadio Tre Fontane |

| Roma 15 febbraio 2026 14ª giornata | Roma | – | Napoli | Stadio Tre Fontane |

| Milano 22 febbraio 2026 15ª giornata | Inter | – | Roma | Arena Civica |

| Roma 15 marzo 2026 16ª giornata | Roma | – | Fiorentina | Stadio Tre Fontane |

| Formello 22 marzo 2026 17ª giornata | Lazio | – | Roma | Stadio Mirko Fersini |

| Roma 4 aprile 2026 18ª giornata | Roma | – | Como | Stadio Tre Fontane |

| Biella 26 aprile 2026 19ª giornata | Juventus | – | Roma | Stadio Alessandro La Marmora-Pozzo |

| Roma 3 maggio 2026 20ª giornata | Roma | – | Ternana | Stadio Tre Fontane |

| Sassuolo 10 maggio 2026 21ª giornata | Sassuolo | – | Roma | Stadio Enzo Ricci |

| Roma 17 maggio 2026 22ª giornata | Roma | – | Genoa | Stadio Tre Fontane |

### Coppa Italia
| 20-21 dicembre 2025 Secondo turno | Vincente primo turno 5 | – | Roma |  |

### Serie A Women's Cup
| Narni 22 agosto 2025, ore 18:30 CEST Girone C - 1ª giornata | Ternana | – | Roma | Stadio Moreno Gubbiotti |

| 6 settembre 2025, ore 15:00 CEST Girone C - 2ª giornata | Roma | – | Milan |  |

| Roma 13-14 settembre 2025 Girone C - 3ª giornata | Roma | – | Sassuolo | Stadio Tre Fontane |

### Women's Champions League

#### Qualificazioni
| Praga 27 agosto 2025, ore 15:00 CEST Secondo turno - semifinale | Roma | – referto | Aqtöbe | Stadio Ďolíček |

## Statistiche

### Statistiche di squadra
| Competizione             | Punti | In casa | In casa | In casa | In casa | In casa | In casa | In trasferta | In trasferta | In trasferta | In trasferta | In trasferta | In trasferta | Totale | Totale | Totale | Totale | Totale | Totale | DR |
| Competizione             | Punti | G       | V       | N       | P       | Gf      | Gs      | G            | V            | N            | P            | Gf           | Gs           | G      | V      | N      | P      | Gf     | Gs     | DR |
| ------------------------ | ----- | ------- | ------- | ------- | ------- | ------- | ------- | ------------ | ------------ | ------------ | ------------ | ------------ | ------------ | ------ | ------ | ------ | ------ | ------ | ------ | -- |
| Serie A                  | -     | -       | -       | -       | -       | -       | -       | -            | -            | -            | -            | -            | -            | -      | -      | -      | -      | -      | -      | -  |
| Coppa Italia             | -     | -       | -       | -       | -       | -       | -       | -            | -            | -            | -            | -            | -            | -      | -      | -      | -      | -      | -      | -  |
| Serie A Women's Cup      | -     | -       | -       | -       | -       | -       | -       | -            | -            | -            | -            | -            | -            | -      | -      | -      | -      | -      | -      | -  |
| Women's Champions League | -     | -       | -       | -       | -       | -       | -       | -            | -            | -            | -            | -            | -            | -      | -      | -      | -      | -      | -      | -  |
| Totale                   | -     | -       | -       | -       | -       | -       | -       | -            | -            | -            | -            | -            | -            | -      | -      | -      | -      | -      | -      | -  |

### Andamento in campionato
| Giornata  | 1 | 2 | 3 | 4 | 5 | 6 | 7 | 8 | 9 | 10 | 11 | 12 | 13 | 14 | 15 | 16 | 17 | 18 | 19 | 20 | 21 | 22 |
| --------- | - | - | - | - | - | - | - | - | - | -- | -- | -- | -- | -- | -- | -- | -- | -- | -- | -- | -- | -- |
| Luogo     | C | T | T | C | T | C | T | C | T | C  | T  | T  | C  | C  | T  | C  | T  | C  | T  | C  | T  | C  |
| Risultato |   |   |   |   |   |   |   |   |   |    |    |    |    |    |    |    |    |    |    |    |    |    |
| Posizione |   |   |   |   |   |   |   |   |   |    |    |    |    |    |    |    |    |    |    |    |    |    |

Legenda:

Luogo: C = Casa; T = Trasferta. Risultato: V = Vittoria; N = Pareggio; P = Sconfitta.

### Statistiche delle giocatrici
| Giocatore       | Serie A  | Serie A | Serie A     | Serie A    | Coppa Italia | Coppa Italia | Coppa Italia | Coppa Italia | Serie A Women's Cup | Serie A Women's Cup | Serie A Women's Cup | Serie A Women's Cup | UEFA Champions League | UEFA Champions League | UEFA Champions League | UEFA Champions League | Totale   | Totale | Totale      | Totale     |
| Giocatore       | Presenze | Reti    | Ammonizioni | Espulsioni | Presenze     | Reti         | Ammonizioni  | Espulsioni   | Presenze            | Reti                | Ammonizioni         | Espulsioni          | Presenze              | Reti                  | Ammonizioni           | Espulsioni            | Presenze | Reti   | Ammonizioni | Espulsioni |
| --------------- | -------- | ------- | ----------- | ---------- | ------------ | ------------ | ------------ | ------------ | ------------------- | ------------------- | ------------------- | ------------------- | --------------------- | --------------------- | --------------------- | --------------------- | -------- | ------ | ----------- | ---------- |
| R. Babajide     | -        | -       | -           | -          | -            | -            | -            | -            | -                   | -                   | -                   | -                   | -                     | -                     | -                     | -                     | -        | -      | -           | -          |
| R. Baldi        | -        | -       | -           | -          | -            | -            | -            | -            | -                   | -                   | -                   | -                   | -                     | -                     | -                     | -                     | -        | -      | -           | -          |
| V. Bergamaschi  | -        | -       | -           | -          | -            | -            | -            | -            | -                   | -                   | -                   | -                   | -                     | -                     | -                     | -                     | -        | -      | -           | -          |
| A. Corelli      | -        | -       | -           | -          | -            | -            | -            | -            | -                   | -                   | -                   | -                   | -                     | -                     | -                     | -                     | -        | -      | -           | -          |
| L. Di Guglielmo | -        | -       | -           | -          | -            | -            | -            | -            | -                   | -                   | -                   | -                   | -                     | -                     | -                     | -                     | -        | -      | -           | -          |
| G. Galli        | -        | -       | -           | -          | -            | -            | -            | -            | -                   | -                   | -                   | -                   | -                     | -                     | -                     | -                     | -        | -      | -           | -          |
| M. Giugliano    | -        | -       | -           | -          | -            | -            | -            | -            | -                   | -                   | -                   | -                   | -                     | -                     | -                     | -                     | -        | -      | -           | -          |
| G. Greggi       | -        | -       | -           | -          | -            | -            | -            | -            | -                   | -                   | -                   | -                   | -                     | -                     | -                     | -                     | -        | -      | -           | -          |
| E. Haavi        | -        | -       | -           | -          | -            | -            | -            | -            | -                   | -                   | -                   | -                   | -                     | -                     | -                     | -                     | -        | -      | -           | -          |
| W. Heatley      | -        | -       | -           | -          | -            | -            | -            | -            | -                   | -                   | -                   | -                   | -                     | -                     | -                     | -                     | -        | -      | -           | -          |
| S. Kim          | -        | -       | -           | -          | -            | -            | -            | -            | -                   | -                   | -                   | -                   | -                     | -                     | -                     | -                     | -        | -      | -           | -          |
| O. Lukášová     | -        | -       | -           | -          | -            | -            | -            | -            | -                   | -                   | -                   | -                   | -                     | -                     | -                     | -                     | -        | -      | -           | -          |
| M. Madon        | -        | -       | -           | -          | -            | -            | -            | -            | -                   | -                   | -                   | -                   | -                     | -                     | -                     | -                     | -        | -      | -           | -          |
| K. Møller Kühl  | -        | -       | -           | -          | -            | -            | -            | -            | -                   | -                   | -                   | -                   | -                     | -                     | -                     | -                     | -        | -      | -           | -          |
| S. Oladipo      | -        | -       | -           | -          | -            | -            | -            | -            | -                   | -                   | -                   | -                   | -                     | -                     | -                     | -                     | -        | -      | -           | -          |
| M. Pandini      | -        | -       | -           | -          | -            | -            | -            | -            | -                   | -                   | -                   | -                   | -                     | -                     | -                     | -                     | -        | -      | -           | -          |
| M. Pante        | -        | -       | -           | -          | -            | -            | -            | -            | -                   | -                   | -                   | -                   | -                     | -                     | -                     | -                     | -        | -      | -           | -          |
| A. Pilgrim      | -        | -       | -           | -          | -            | -            | -            | -            | -                   | -                   | -                   | -                   | -                     | -                     | -                     | -                     | -        | -      | -           | -          |
| A. Rieke        | -        | -       | -           | -          | -            | -            | -            | -            | -                   | -                   | -                   | -                   | -                     | -                     | -                     | -                     | -        | -      | -           | -          |
| V. Soggiu       | -        | -       | -           | -          | -            | -            | -            | -            | -                   | -                   | -                   | -                   | -                     | -                     | -                     | -                     | -        | -      | -           | -          |
| F. Thøgersen    | -        | -       | -           | -          | -            | -            | -            | -            | -                   | -                   | -                   | -                   | -                     | -                     | -                     | -                     | -        | -      | -           | -          |
| O. Valdezate    | -        | -       | -           | -          | -            | -            | -            | -            | -                   | -                   | -                   | -                   | -                     | -                     | -                     | -                     | -        | -      | -           | -          |
| S. Van Diemen   | -        | -       | -           | -          | -            | -            | -            | -            | -                   | -                   | -                   | -                   | -                     | -                     | -                     | -                     | -        | -      | -           | -          |
| K. Veje         | -        | -       | -           | -          | -            | -            | -            | -            | -                   | -                   | -                   | -                   | -                     | -                     | -                     | -                     | -        | -      | -           | -          |
| E. Viens        | -        | -       | -           | -          | -            | -            | -            | -            | -                   | -                   | -                   | -                   | -                     | -                     | -                     | -                     | -        | -      | -           | -          |